# Диборид гафния
Диборид гафния — бинарное неорганическое соединение металла гафния и бора с формулой HfB2, серые кристаллы, не растворимые в воде.

## Получение
- Пропускание газообразной смеси хлорида гафния, хлорида бора и водорода над нагретой вольфрамовой проволокой:

{\displaystyle {\mathsf {HfCl_{4}+2BCl_{3}+5H_{2}\ {\xrightarrow {2300^{o}C}}\ HfB_{2}+10HCl}}}

## Физические свойства
Диборид гафния образует серые кристаллы кубической сингонии.
Хорошо проводит электрический ток.